# Rilhac-Rancon
Rilhac-Rancon (in occitano: Rilhac Rancom) è un comune francese di 4 211 abitanti situato nel dipartimento dell'Alta Vienne nella regione della Nuova Aquitania.

## Società

### Evoluzione demografica
Abitanti censiti